# سيرجيو لوبيز (عداء سريع)
سيرجيو لوبيز (بالإسبانية: Sergio López)‏ هو عداء سريع إسباني، ولد في 22 يوليو 1968.

## وصلات خارجية
- سيرجيو لوبيز على موقع الاتحاد الدولي لألعاب القوى (الإنجليزية)
- سيرجيو لوبيز على موقع أوليمبيديا (الإنجليزية)